# A Troublesome Satchel
A Troublesome Satchel è un cortometraggio muto del 1909 diretto da David W. Griffith. Si ritiene che la pellicola, prodotta e distribuita dall'American Mutoscope & Biograph, sia andata perduta.

## Trama
Un uomo compera, a scatola chiusa, una borsa che scopre contenere degli arnesi per lo scasso. Vorrebbe disfarsene, ma non ci riesce nemmeno quando viene derubato: i ladri, vedendo il contenuto della borsa, credono che anche lui sia un collega e gli restituiscono il maltolto.

## Produzione
Prodotto dall'American Mutoscope & Biograph, il film fu girato a Fort Lee, nel New Jersey.

## Distribuzione
Il copyright, richiesto dall'American Mutoscope and Biograph Co.	, fu registrato il 14 aprile 1909 con il numero H125729.
Il film - un cortometraggio della durata di due minuti - uscì nelle sale cinematografiche statunitensi il 19 aprile 1909. Nelle proiezioni, veniva programmato con il sistema dello split reel, accorpato in un'unica bobina con un altro cortometraggio prodotto dalla Biograph e diretto da Griffith, Lady Helen's Escapade.
Non si conoscono copie ancora esistenti della pellicola che viene considerata presumibilmente perduta.